# Пам'ятник Леніну (Миколаїв)
Пам'ятник Леніну — пам'ятник В. І. Леніну в місті Миколаєві, що був розташований на площі Леніна (з 2015 року — Соборна площа). Являв собою шестиметрову бронзову фігуру Леніна, розміщену на восьмиметровому постаменті, викладеному з рожевого полірованого граніту.
Відкритий 26 жовтня 1957 року. Скульптор Шота Мікатадзе, архітектори А. К. Марочинський, В. І. Добровольська, В. І. Пейсахіс, А. Я. Семенова і Г. П. Скуратовська. Частково демонтований під час Революції гідності 22 лютого 2014, коли було знято фігуру Леніна. Решту пам'ятника — його постамент і стилобат, було прибрано у липні—серпні 2016 року.

## Історія

### Встановлення

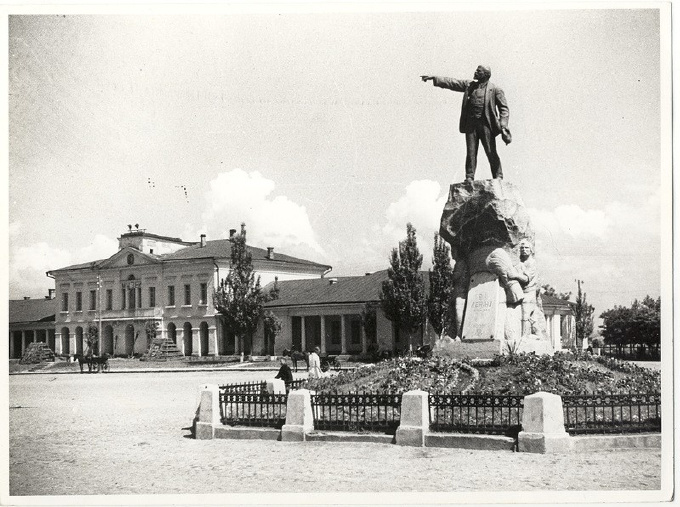
Довоєнний пам'ятник Леніну, 1930 рік

До 1941 року на площі стояв інший пам'ятник Леніну, встановлений ще в 1927 році. У свою чергу той пам'ятник був встановлений на місці і на п'єдесталі монумента адміралу Олексію Грейгу, встановленого в 1845 році. Статуя роботи скульптора В. В. Козлова, що була виготовлена для пам'ятника 1927 року, виявилася занадто мала для цього постаменту, тому його зменшили і витесали в моноліті горельєфні фігури робітника і селянки. Пам'ятник був зруйнований німецькими військами після захоплення ними Миколаєва під час німецько-радянської війни.
Другий пам'ятник В. І. Леніну роботи скульптора Матвія Манізера спорудили в ході відновлення міста після німецької окупації. Відкриття пам'ятника приурочили до 30-річчя Великої Жовтневої революції. У 1947 році новий пам'ятник спорудили на старому п'єдесталі, який перенесли в центр площі. Однак, після завершення будівництва масивної будівлі обласного комітету КП (нинішнього будинку Миколаївської міської ради), цей пам'ятник поруч з нею видавався занадто дрібним.
У 1957 році на площі, за якою до цього часу закріпилося ім'я Леніна, був споруджений третій пам'ятник. Фігура була практично ідентична пам'ятникам Леніну у Виборзі (Росія) і в Гомелі (Білорусь), авторства того ж скульптора Шота Мікатадзе. Він був переміщений на північ від центру площі. Старий пам'ятник демонтували і подарували місту Первомайську. Він на два дні пережив свого миколаївського наступника і був демонтований 24 лютого 2014 року.
На восьмиметровому постаменті, викладеному з рожевого полірованого граніту, було встановлено шестиметрову бронзову фігуру Леніна, зображеного в момент його виступу. Архітекторами виступили А. К. Марочинський, В. І. Добровольська, І. І. Пейсахіс, А. Я. Семенова і Г. П. Скуратовська.

### Демонтаж
22 лютого 2014 року місцеві активісти повалили пам'ятник Леніну. Згодом, за ініціативи представників місцевої влади, щоб запобігти зіткненням між прибічниками повалення та нечисленним захисниками монумента, до активістів приєдналися комунальники. Згодом проголосували за те, щоб замість цього пам'ятника був поставлений пам'ятник героям Майдану. Однак згодом пам'ятник Небесній сотні з'явився в іншому місці — у сквері ради Європи, на вулиці Садовій.
Кілька разів на порожньому постаменті з'являлися патріотичні та проросійські написи. Згодом на постаменті встановили прапор України.

4 липня 2016 року на площі почався демонтаж залишків пам'ятника Леніну — гранітного стилобату і постаменту. Передбачалося, що роботи з розбирання постаменту триватимуть тиждень. Це було пов'язано з чималою вагою гранітних блоків, з яких складався пам'ятник. За підрахунками загальна вага стилобату і постаменту становила 300 тонн, при цьому один гранітний блок важив 2,9 тонни. Однак демонтаж тривав близько трьох тижнів, оскільки за гранітом знаходилася монолітна брила з бетону, що збільшило строки виконання робіт. Останні рештки пам'ятника було вивезено з площі 15 серпня 2016 року.

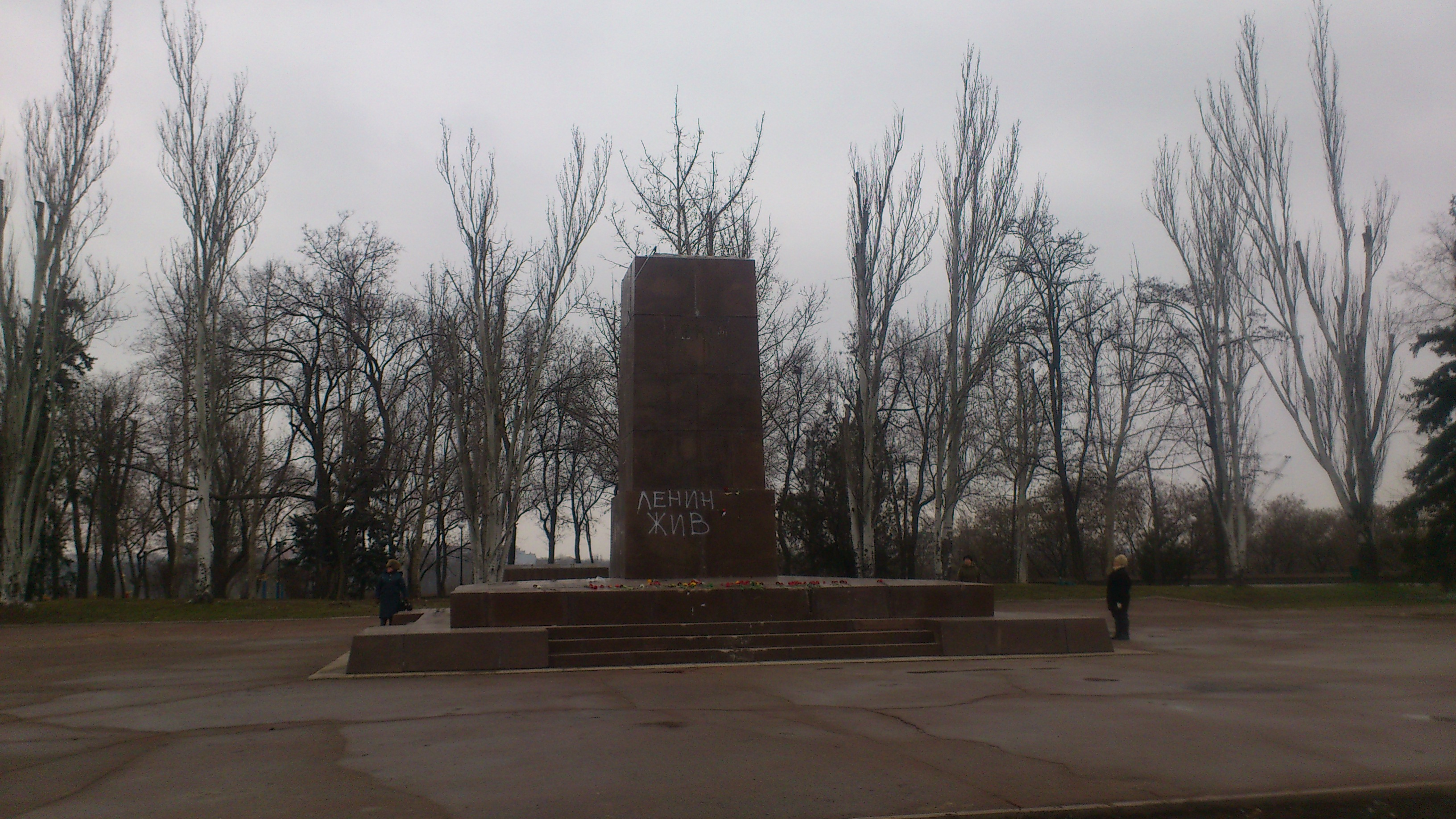
Постамент пам'ятника через три дні після знесення, 25 лютого 2014
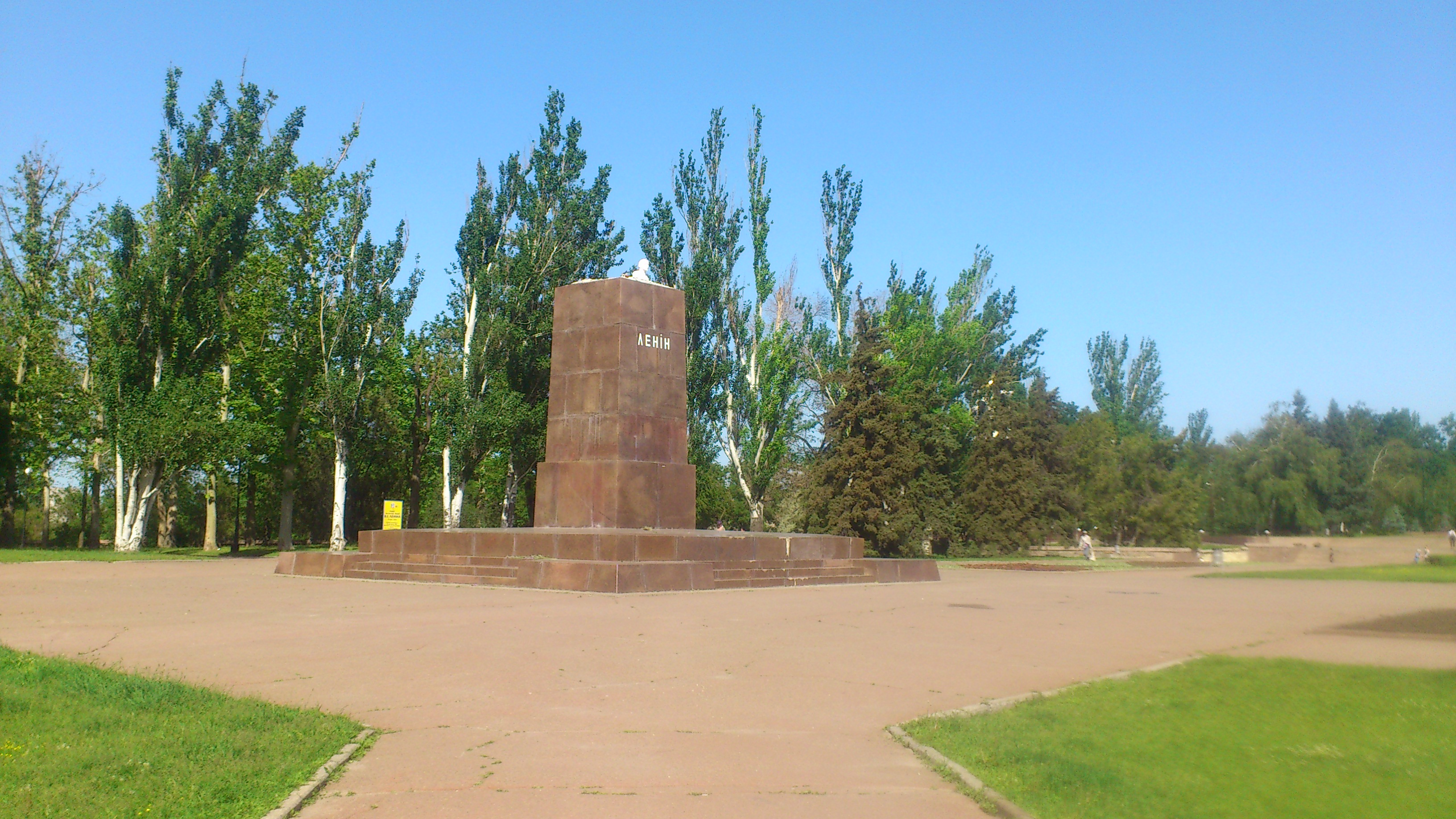
Постамент у травні 2014 року. Замість Леніна стоїть невеличкий бюст
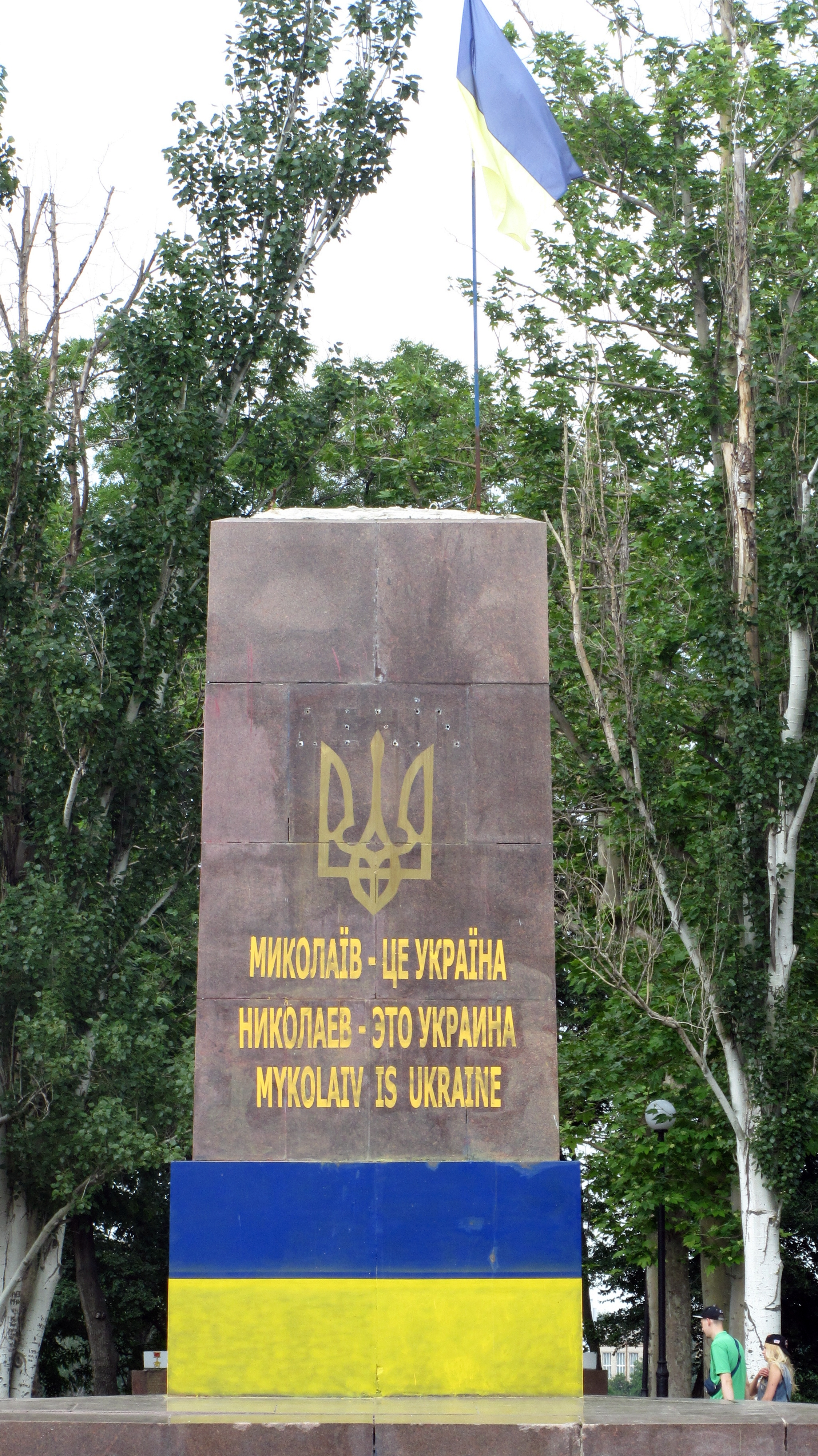
Постамент пам'ятника у травні 2015 року

## Інші пам'ятники Леніну в Миколаєві
Крім головного і найбільшого пам'ятника Леніну на Соборній площі в Миколаєві було ще кілька скульптур «вождю світового пролетаріату». Одна з них розташовувалася у Варварівці і була знесена майже одночасно з пам'ятником на Соборній площі — у лютому 2014 року. Інша простояла до червня 2015 року на Каботажному узвозі біля Чорноморського суднобудівного заводу, доки не була повалена активістами.
Крім Варварівки ще дві скульптури були встановлені в інших мікрорайонах Миколаєва — в Богоявленському (у повний зріст) і Тернівці (погруддя).
Ще кілька дрібних Іллічів у повний зріст, або у формі погруддя, або ж однієї голови були встановлені в різні роки на території миколаївських підприємств, медичних установ і навчальних закладів. Дві архітектурні композиції з Леніним були виконані у парі з Йосипом Сталіним. Одна з них містилась у Каштановому сквері, інша — в яхт-клубі.
Барельєф з Леніним був встановлений в кінці проспекту, що до лютого 2016 року носив його ім'я, а зараз зветься Центральним. Барельєф також був демонтований у червні 2015 року.